# Krishna (rivier)

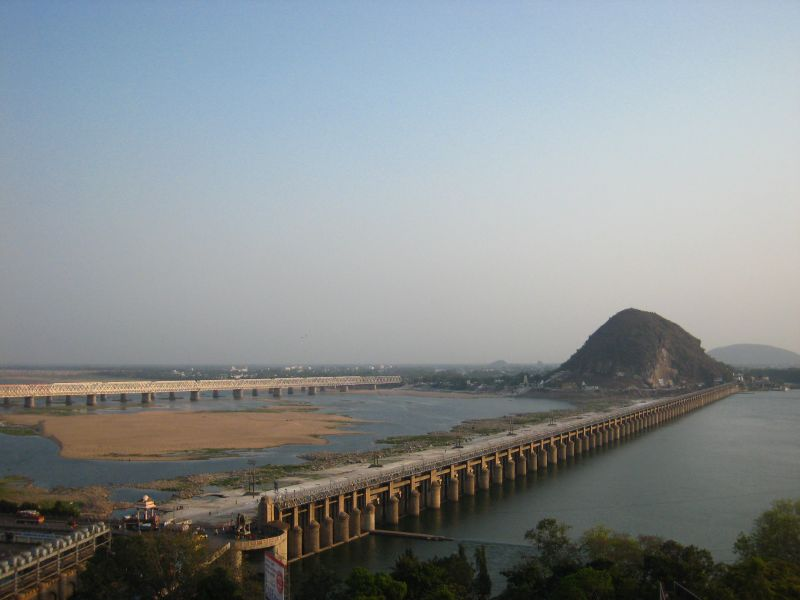
De Krishna bij Vijayawada

De rivier de Krishna is een van de langste rivieren van India met ongeveer 1300 kilometer in lengte.
De rivier begint in Mahabaleswar in Maharashtra, stroomt via Karnataka en Telangana naar het oosten en doorsnijdt de bergketen van de Oost-Ghats in de deelstaat Andhra Pradesh. De rivier komt uit in de Golf van Bengalen in het gelijknamige district Krishna.
- Gemeinsame Normdatei: 4478193-3
- Library of Congress Control Number: sh86006177
- Nationale Bibliotheek van Israël: 987007566053105171
- Virtual International Authority File: 239633911
- WorldCat: E39PBJd89p7r6MDcq8mcGvJJjC